# Gustave Doré
Gustave Doré (Strasbourg, 1832. január 6. – Párizs, 1883. január 23.) francia festő, szobrász, illusztrátor.

## Életrajza
Édesapja mérnök volt. 13 éves korában készítette első litográfiáit, 14 éves korában publikálta első albumát, Les travaux d'Hercule (Herkules munkálatai) címmel. 15 éves korában karikaturistaként alkalmazta őt Charles Philipon, a Journal pour rire szerkesztője. Ugyanebben az évben, 1848-ban debütált a Salonon két tollrajzával. 1849-ben, amikor édesapja meghalt, már ismert művész volt. Ezután édesanyjával élt.
1851-től állította ki vásznait. Ebben az időszakban számos vallási tárgyú szobrot alkotott és több folyóirat munkatársa volt, így a Journal pour tous című folyóiraté is. 1854-ben Joseph Bry kiadta Rabelais műveit, Doré legalább 100 metszetével illusztrálva.
Bár autodidakta volt, népszerűsége egyre növekedett. 1852 és 1883 között 120 művet illusztrált, amelyek Franciaországon kívül Angliában, Németországban és Oroszországban is megjelentek.

## Festményei
- L'Enigme (a Musée d’Orsay-ban)

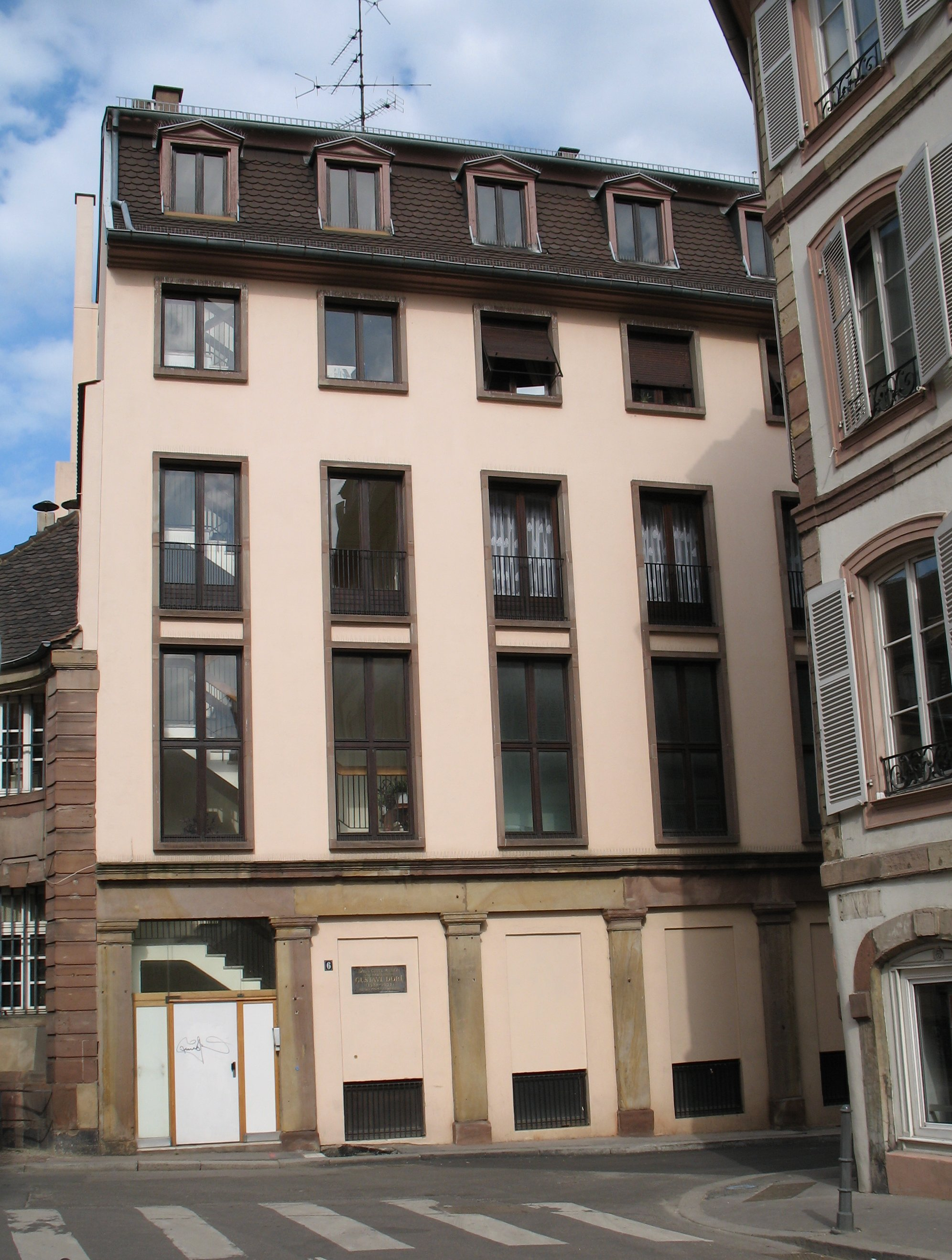
Gustave Doré gyermekkori lakóháza Strasbourgban

- Le Christ quittant le prétoire (1867–1872) (6 m magas, 9 m széles). 1998 és 2003 között restaurálták; a Musée d’art moderne et contemporain de Strasbourg-ban látható.

## Művei illusztrátorként
Gustave Doré a világirodalom több mint 100 remekművét illusztrálta, köztük:
- François Rabelais : Œuvres, éd. J. Bry, 1851, 104 ill. (Az öt könyv)
- Comtesse de Ségur : Nouveaux contes de fées, Hachette, 1857, 20 vign.
- Hippolyte Taine : Voyage aux Pyrénées, 1858
- Dante Alighieri : Isteni színjáték, 1861, 136 ill. et L'Enfer
- Gottfried August Bürger : Münchhausen, Frune, 1862, 158 ill.
- Miguel de Cervantes : Don Quijote, 1863, 377 ill.
- Maxwell : Sindbad le marin, 1865
- Théophile Gautier : Le Capitaine Fracasse, 1866, 60 ill. (Fracasse kapitány)
- Victor Hugo : Les travailleurs de la mer, 1867, 22 ill. (A tenger munkásai)
- Jean de La Fontaine : Fables, 1868, 248 ill. (La Fontaine meséi)
- A Biblia.
- Samuel Coleridge : The rime of the Ancient Mariner, 1876
- Lord Byron : l'œuvre, éd. J. Bry.
- Charles Perrault : Contes (Barbe-Bleue, Kékszakáll), (Cendrillon, Hamupipőke), (Le Chat botté, Csizmás Kandúr), (Le Petit Chaperon rouge, Piroska és a farkas), (Le Petit Poucet, Hüvelyk Matyi), (Riquet à la houppe, Csimbók Csana).

## Galéria

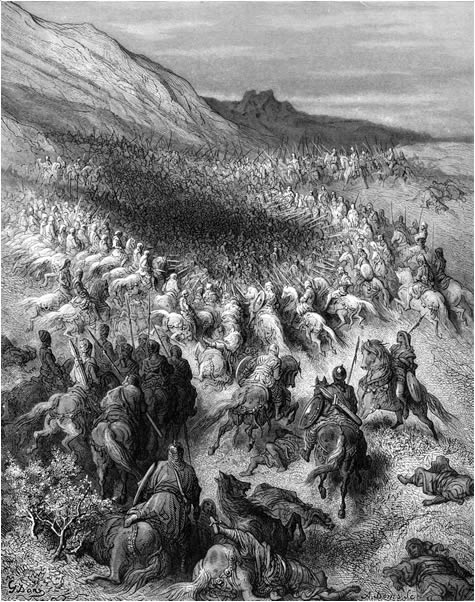
A hattíni csata
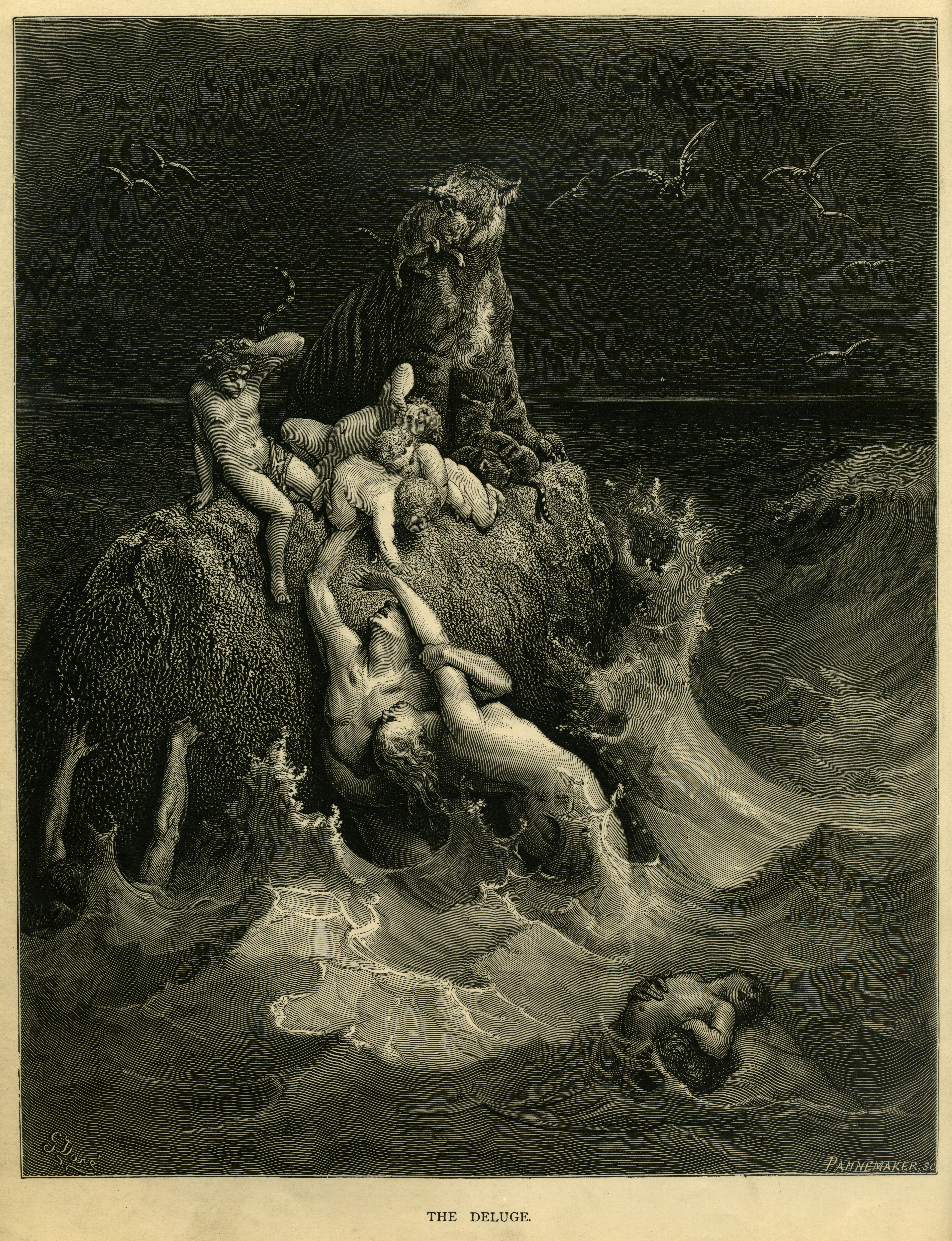
Biblia: Az özönvíz
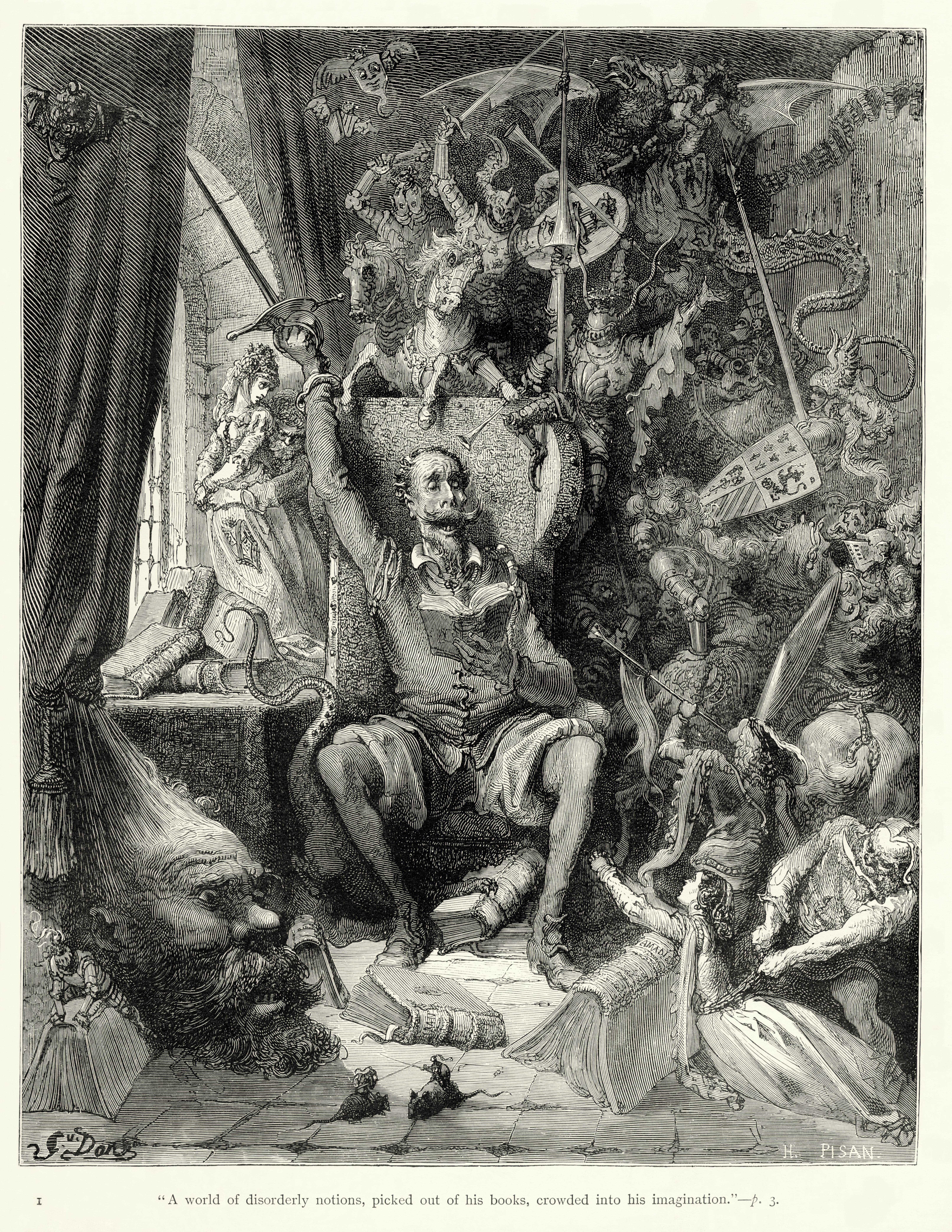
Cervantes: Don Quijote
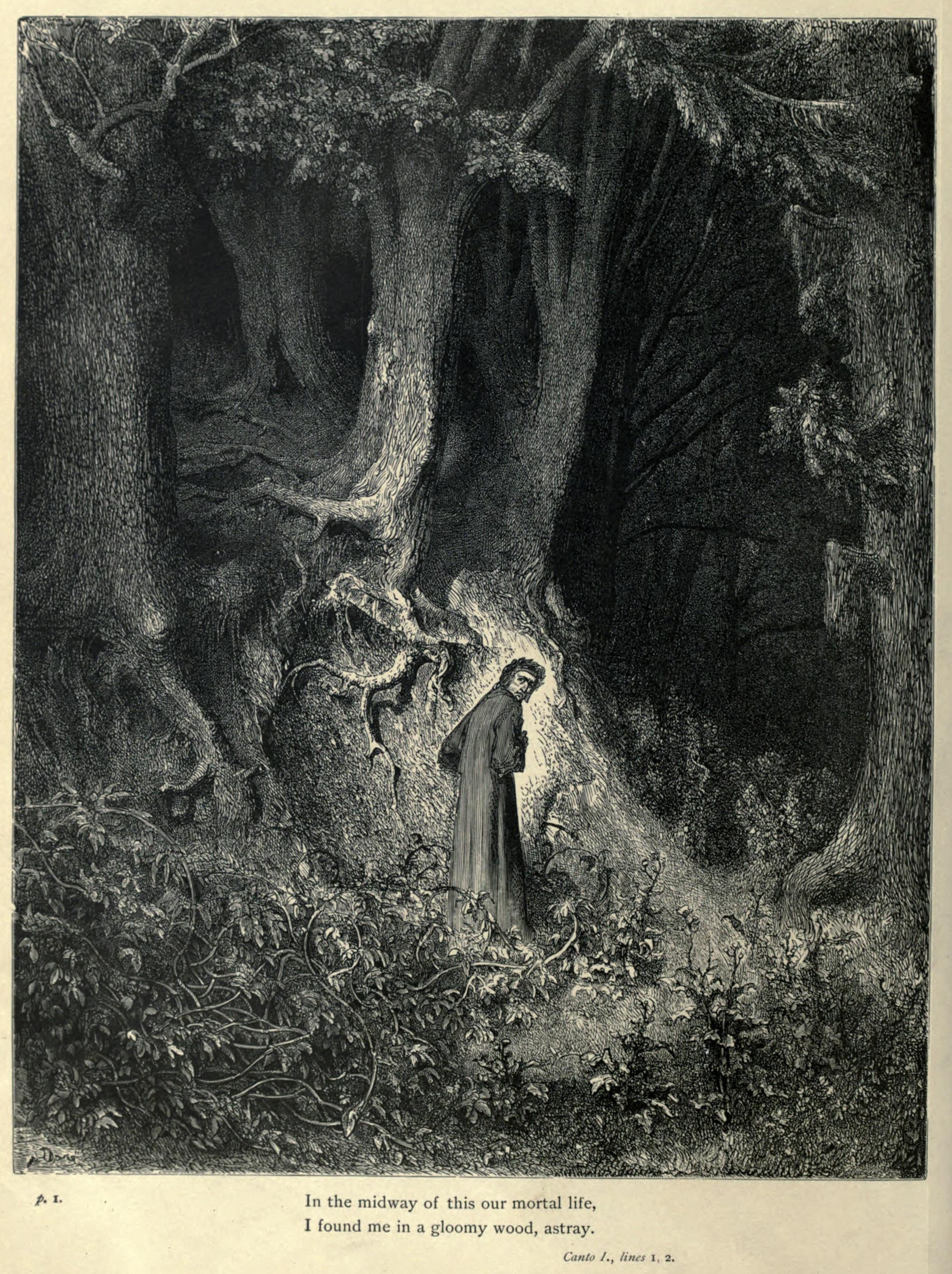
Dante: Isteni színjáték, Pokol, első ének
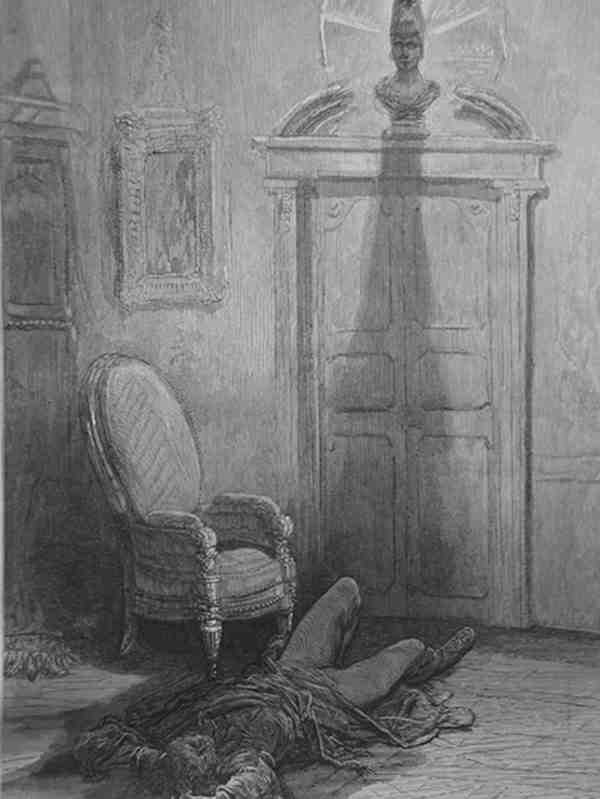
Edgar Allan Poe: A holló
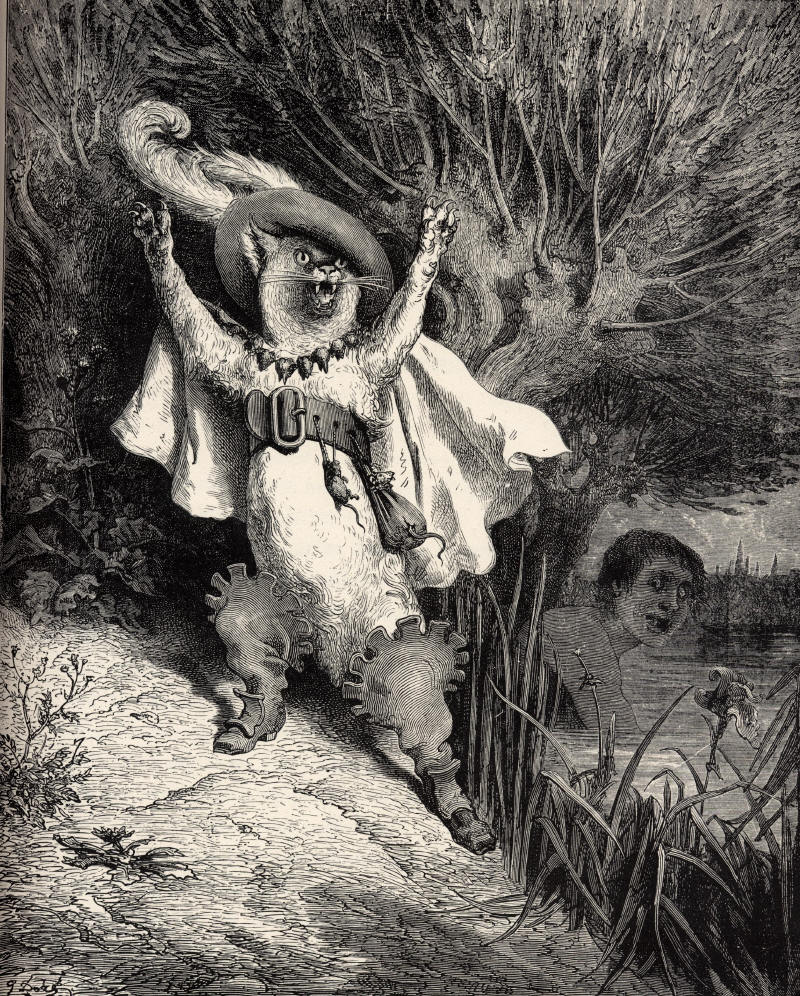
Csizmás Kandúr
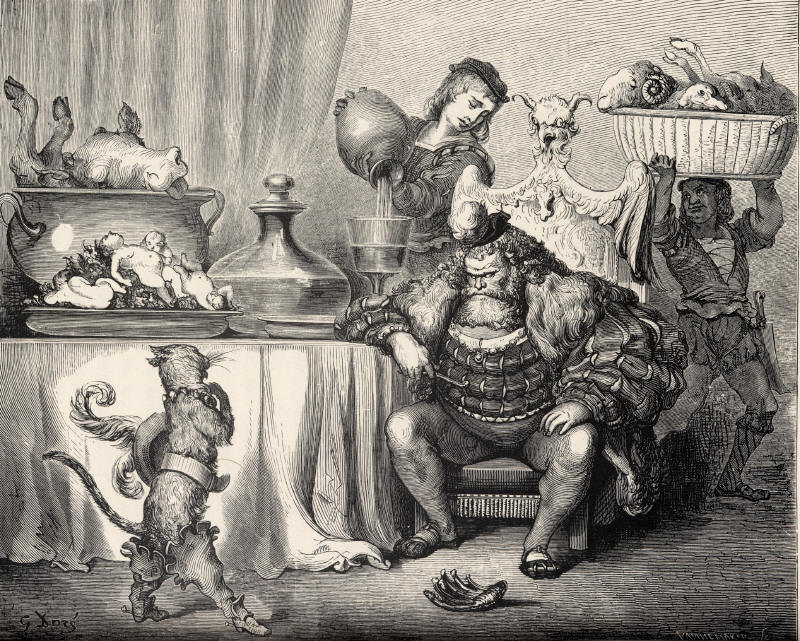
Csizmás Kandúr
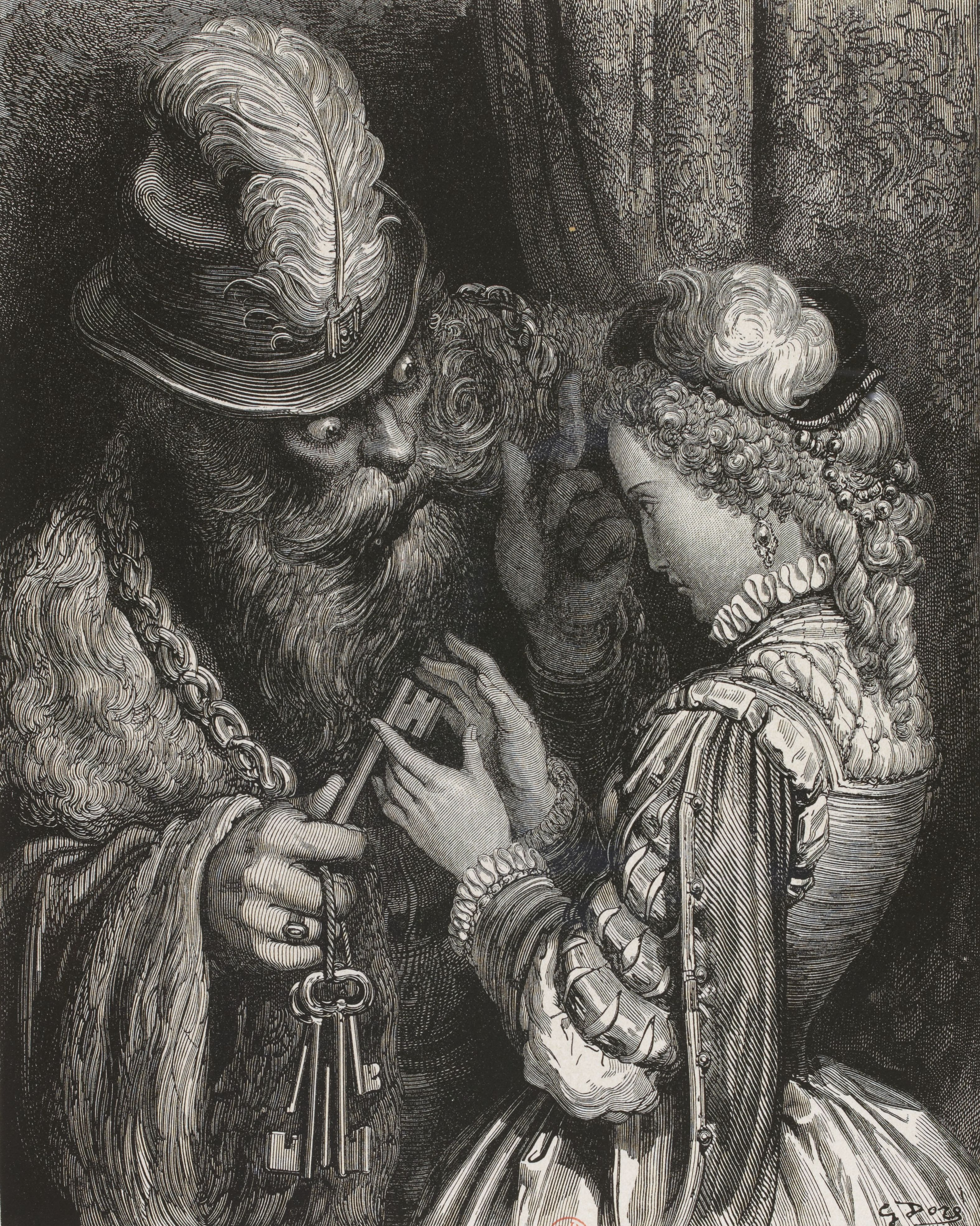
Kékszakállú
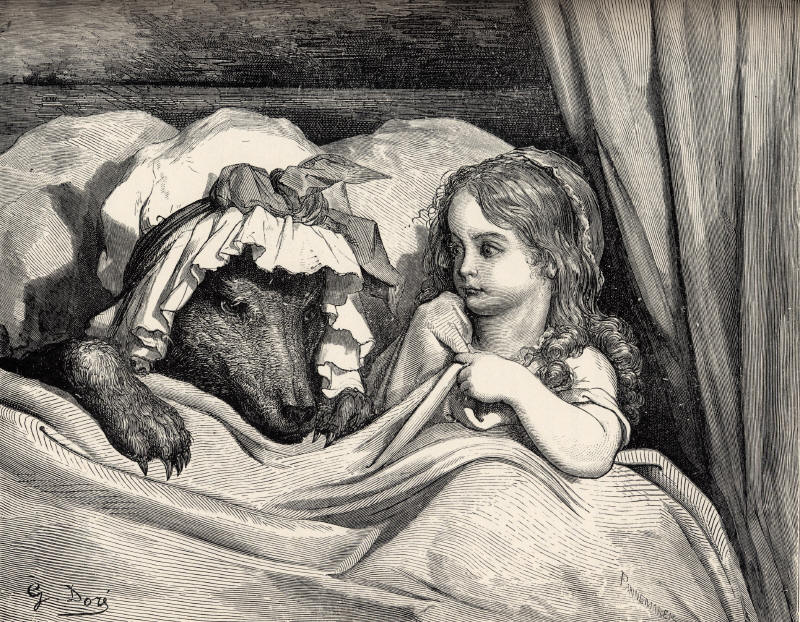
Piroska és a farkas
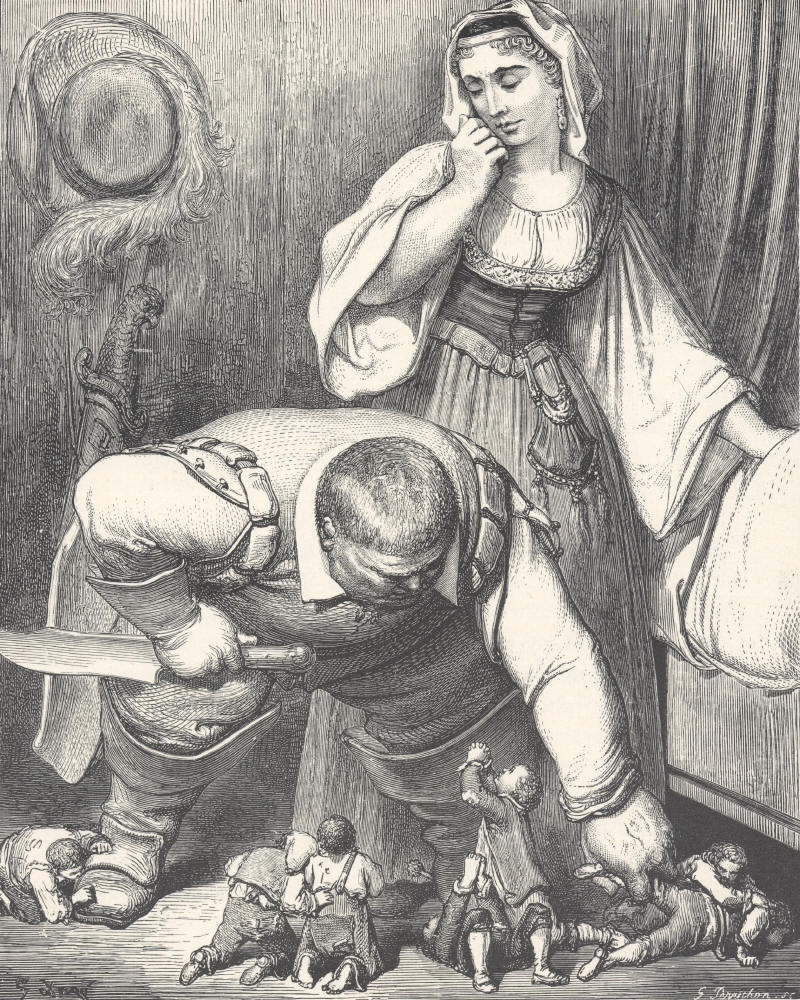
Hüvelyk Matyi
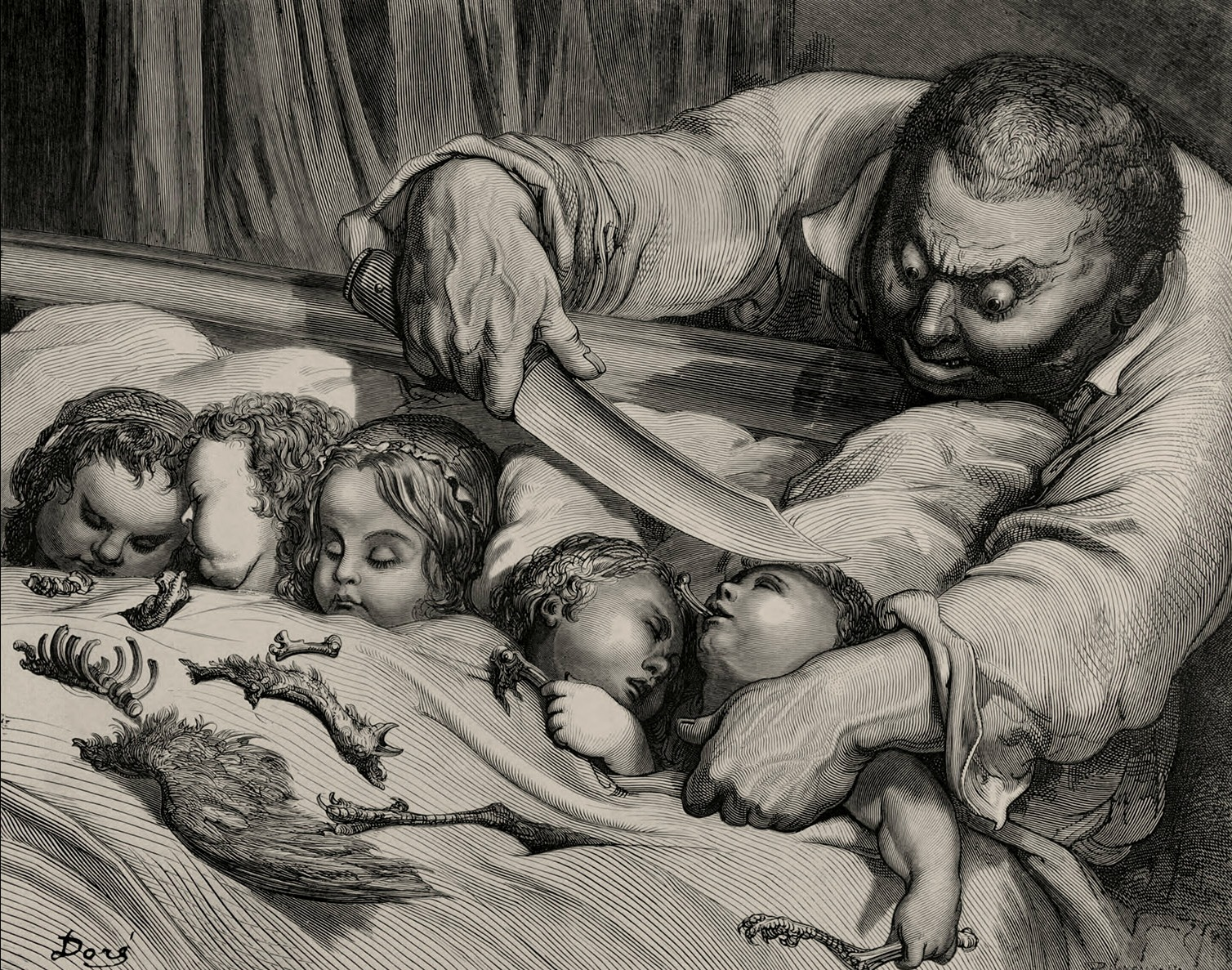
Az ogre
Hétmérföldes csizma
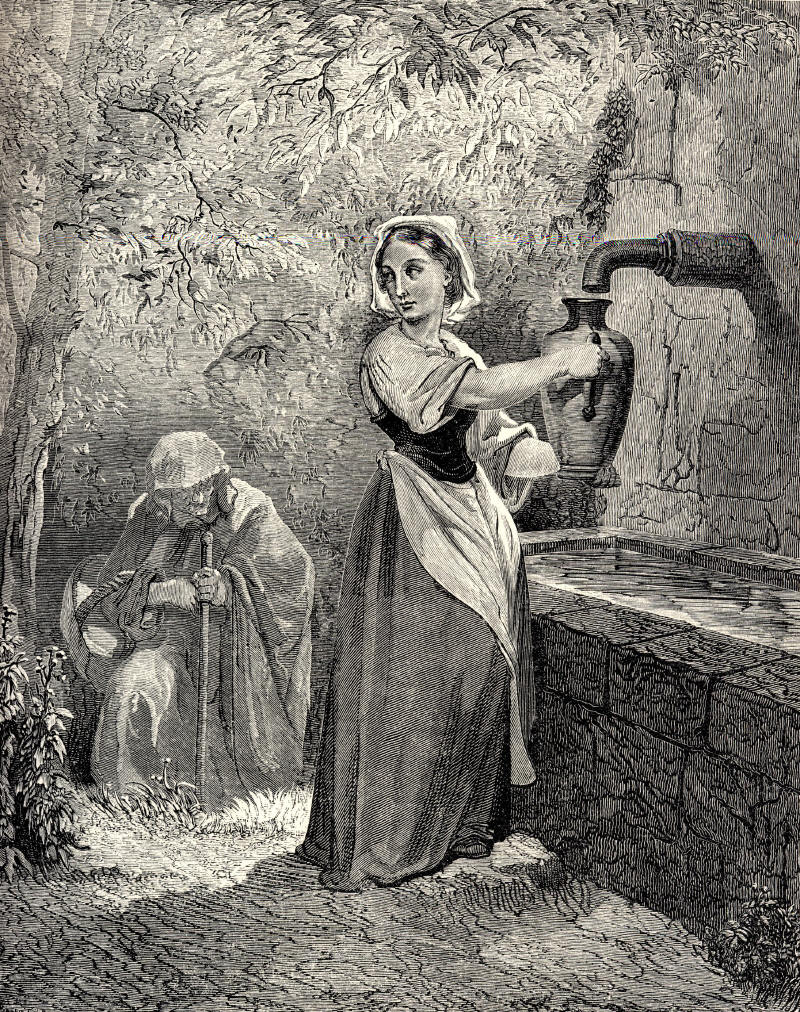
Tündérek
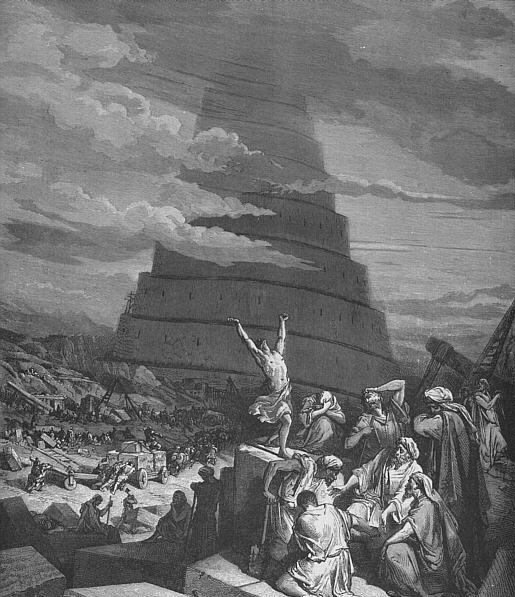
Bábel tornya